# Huang Jun-jie
Huang Junjie (chino simplificado= 黄俊捷) es un actor chino.

## Biografía
Desde 2018 se entrena en la Academia de Cine de Pekín (en inglés: "Beijing Film Academy").
En diciembre del 2020 confirmó que estaba en una relación con una joven fuera de la industria del entretenimiento.

## Carrera
Es miembro de la agencia "Feibao Media".
El 21 de noviembre del 2016 se unió al elenco principal de la serie Fox in the Screen (屏裡狐) donde dio vida a Bai Sheng, uno de los tres zorros liberados de una pantalla por la pintora Zheng Xuejing (Liu Xinqi), hasta el final de la serie el 26 de diciembre del mismo año.
El 8 de septiembre del 2017 se unió al elenco principal de la primera temporada de la serie The Big Boss (班长大人) donde interpretó a Liao Danyi, el amigo de la infancia de Ye Muxi (Eleanor Lee), de quien poco a poco comienza a enamorarse, hasta el final de la serie durante la segunda temporada el 13 de octubre del mismo año.
El 18 de enero del 2020 se unirá al elenco principal de la serie Dr. Cutie (萌医甜妻) donde dio vida al Emperador, quien se enamora de Ji Shao (Sun Qian), una joven que entra al palacio bajo el alias de Tian Qi y se convierte en su eunuco personal, para vengarse por la muerte de su familia, hasta el final de la serie el 12 de febrero del mismo año.
El 22 de enero del mismo año se unió al elenco recurrente de la serie Eternal Love of Dream (también conocida como "Three Lives, Three Worlds, The Pillow Book", 三生三世枕上書) donde interpretó a Bai Zhen, el despreocupado cuarto hijo del Emperador Bai Zhi, el Rey Zorro y amigo de Su Moye (Dylan Kuo), hasta el final de la serie el 5 de marzo del mismo año.
El 15 de julio del mismo año se unió al elenco principal de la serie The Lost Tomb 3 (盗墓笔记重启, también conocida como "Reunion: The Sound of the Providence") donde da vida a Zhang Qiling, hasta el final de la serie en septiembre del mismo año.
En abril de 2021 anunció que se tomaría un descanso en su carrera actoral.

## Filmografía

### Series de televisión
| Año             | Título                              | Personaje          | Notas        |
| --------------- | ----------------------------------- | ------------------ | ------------ |
| 2021 - presente | Truth or Dare                       | Mei Sanshao        |              |
| 2020            | The Lost Tomb 3                     | Zhang Qiling       | 62 episodios |
| 2020            | Eternal Love of Dream               | Bai Zhen           |              |
| 2020            | Dr. Cutie                           | Emperador Ji Zheng | 28 episodios |
| 2018            | Unexpected                          | Gong Cheng         | 23 episodios |
| 2017            | The Big Boss                        | Liao Danyi         | 36 episodios |
| 2017            | Forever Young (Xia Zi Hua Kai 2017) | Gao Shang          |              |
| 2016            | Fox in the Screen                   | Bai Sheng          | 22 episodios |

### Películas
| Año  | Título                                | Personaje | Notas                                                                           |
| ---- | ------------------------------------- | --------- | ------------------------------------------------------------------------------- |
| 2019 | Love The Way You Are (我的青春都是你) | Xiao Xi   | junto a Song Weilong, Vivian Sung, Lin Yurou, Chin Shih-chieh y Bernard Lin Jun |
| 2018 | 24 Seconds (青春24秒)                 | Du Qing   | junto a Wei Wanqiu, Yan Luhan, 陈诚, 李冠星 y Zhong Zheng                       |

### Programas de variedades
| Año  | Programa                                                      | Notas   |
| ---- | ------------------------------------------------------------- | ------- |
| 2019 | Everybody Stand By SPECIAL (演员这碗饭, 排练室有戏)           |         |
| 2019 | Actor Please Take Your Place (Everybody Stand By, 演员请就位) | miembro |
| 2017 | Beat the Champions (来吧冠军)                                 |         |

### Revistas / sesiones fotográficas
| Año  | Título              | Notas                      |
| ---- | ------------------- | -------------------------- |
| 2020 | Starbox Young China | junto a Sun Qian y Zha Jie |
| 2017 | Men's Health China  |                            |
| -    | OK! China           |                            |